# Gonzalo Urquijo
Gonzalo Adrián Urquijo (28 de octubre de 1989, Carlos Casares, Buenos Aires) es un futbolista argentino que juega de delantero, actualmente se encuentra en Atlético de Carlos Casares de la Liga Casarense de Fútbol de Argentina.

## Trayectoria
Nació en la localidad de Bellocq (Buenos Aires), pero de muy pequeño se radicó en la ciudad cabecera del partido, Carlos Casares, donde se sumó a las categorías infantiles del Club Atlético de Carlos Casares. Luego, estuvo en las inferiores del Club Estudiantes de La Plata, aunque retornó a su ciudad por razones personales. Siendo muy joven debutó en la Primera División del genuino de la Liga Casarense de fútbol, donde fue goleador en varias ocasiones.
En el año 2010, se incorporó a Independiente de Chivilcoy para disputar el Torneo del Interior.
En 2012 se sumó al equipo recientemente fundado, el Club Agropecuario Argentino, de su ciudad natal. Gonzalo disputó un Torneo del Interior y varios Torneos Argentino B y Torneos Federal B, hasta que en 2016, logró el ascenso al Torneo Federal A.
El 28 de mayo de 2017 concretó el ascenso a la B Nacional, luego de la derrota de Gimnasia de Mendoza por 1 a 0 frente a Gimnasia y Tiro de Salta por el Pentagonal del Torneo Federal A, en el mismo año en el cual debutaba en la  categoría. Así se transformó en el club más joven en ascender a la segunda división del fútbol argentino en la era profesional, haciéndolo con solo 5 años de existencia en ese momento. De esta forma, además, obtuvo dos ascensos en dos temporadas consecutivas.
En  2020 el Paisano Urquijo es cedido en carácter de préstamo (cesión)  al Club Social y Atlético Guillermo Brown .
En 2021 cierra un capítulo muy especial donde el jugador del pueblo y Club Agropecuario Argentino deciden de mutuo acuerdo seguir por caminos diferentes, es por ello que hoy 2021 el jugador más apreciado de Carlos Casares (ciudad) sigue su carrera en el equipo A.S. Bisceglie Calcio 1913 que milita en la Serie D .-
En 2022 retorna al Club Social y Atlético Guillermo Brown para afrontar el segundo semestre del año de la segunda categoría más importante del fútbol argentino.
Para el año 2025, luego de 14 años regresa a Atlético de Carlos Casares, para disputar la Liga Casarense de fútbol, donde llega procedente de Ciudad Bólivar. 

## Clubes
|  | Club                       | País      | Año         |
|  | -------------------------- | --------- | ----------- |
|  | Atlético de Carlos Casares | Argentina | 2006 - 2009 |
|  | Independiente (Chivilcoy)  | Argentina | 2010        |
|  | Atlético de Carlos Casares | Argentina | 2010 - 2011 |
|  | Agropecuario               | Argentina | 2012 - 2019 |
|  | Guillermo Brown            | Argentina | 2020        |
|  | Agropecuario               | Argentina | 2021        |
|  | A.S. Bisceglie Calcio 1913 | Italia    | 2022        |
|  | Guillermo Brown            | Argentina | 2022        |
|  | Ciudad Bólivar             | Argentina | 2023 - 2024 |
|  | Atlético de Carlos Casares | Argentina | 2025-       |

## Palmarés

### Campeonatos nacionales
| Título                                      | Club                        | País      | Año  |
| ------------------------------------------- | --------------------------- | --------- | ---- |
| Ganador tercer Ascenso del Torneo Federal B | Club Agropecuario Argentino | Argentina | 2016 |
| Campeón Torneo Federal A                    | Club Agropecuario Argentino | Argentina | 2017 |